# クレブ
株式会社クレブは、新潟県南魚沼郡湯沢町に本社を置く、全国のスノーリゾート施設向けレンタルスキー、スキー・スノーボード用品・スノーアクセサリー用品等の業務用リゾート用品の卸・レンタル・オペレーション業務及び直スポーツ用品小売を運営する会社である。

## 事業所
- 統括本部(湯沢町神立39-8)
- リゾート事業部（卸売り・レンタル・オペレーション）
- リテール事業部（クレブスポーツ・EC・リゾートEX-SPO）
- カフェ事業(and tap cafe)
- 九州出張所（四季彩屋）
- 関東デザインオフィス
- 北海道出張所
- クレブビーチハウス保養所

## ブランド
- VAN DEER-Red Bull Sports
（ヴァンディア-レッドブルスポーツ）[1][2][3][4][5][6][7][8]

## 関連会社
- 株式会社ケイアンドエイ

　(直営SHOP10店舗)
- 株式会社ゼブラ

- 株式会社ベアエックス

## 役員
- 代表取締役 岸野大輔
- 大目付所取締役蟹長（会長）岸野悦雄
- 大目付所取締役蟹事長（監事長）岸野奈美江
- 専務取締役 岸野美保
- 非常勤取締役 鈴木基司(株式会社鈴商)
- 非常勤取締役 森谷智史(日本ケーブル株式会社)
- 非常勤取締役 岸野裕(株式会社エイチアイシー)
- 監査役 横沢隆男(株式会社インパクトトレーディング)
- 監査役 石川智隆（株式会社ラゴム）